# Ламберт Гілльйєр
Ламберт Гарвуд Гілльйєр (8 липня 1893 — 5 липня 1969) — американський кінорежисер та сценарист.

## Біографія
Ламберт Гарвуд Гілльйєр народився 8 липня 1893 року в місті Тайнер, штат Індіана Ламберт син характерної акторки Лідії Нотт. Після випуску з коледжу Дрейка він працював репортером газети та актором водевіля та у театрі. Під час Першої світової війни Гілльйєр почав працювати у кіноіндустрії, ставши доволі плідним режисером та сценаристом. Він працюю над багатьма вестернами епохи німого кіно з такими зірками як Вільям С. Харт, Бак Джонс, Том Мікс та іншими. Часто працюючи з продюсером Томасом Х.Інсом, у 1920-х роках Гілльйєр почав знімати романтичні мелодрами та кримінальні фільми. У 1936 році він зняв два фільми для Universal: науково-фантастику "Невидимий промінь"  та культовий горрор «Дочка Дракули». Гілльйєр став режисером першої екранізації коміксів про Бетмена — серіалу з 15 серій, випущений у 1943 році. У 1965 цей серіал випустилиу форматі повнометражного фільму. У 1930-х - на початку 1940-х Гілльйєр зняв багато фільмів категорії B для Columbia Pictures, серед яких також були вестерни, на яких він спеціалізувався.  Гілльйєр закінчив кар’єру режисером низькобюджетних драм та вестернів для Monogram Pictures.  У перші дні існування телебачення Гілльйєр також режисував епізоди вестерну "The Cisco Kid".
Гілльйєр помер 5 липня 1969 року в Лос-Анджелесі.

## Фільмографія

### Режисер
- 1917 — An Even Break
- 1917 — Strife
- 1917 — The Narrow Trail
- 1918 — Riddle Gawne
- 1919 — Breed of Men
- 1919 — The Poppy Girl's Husband
- 1919 — The Money Corral
- 1919 — Square Deal Sanderson
- 1919 — Wagon Tracks
- 1919 — John Petticoats
- 1920 — The Toll Gate
- 1920 — Sand!
- 1920 — The Cradle of Courage
- 1920 — The Testing Block
- 1921 — O'Malley of the Mounted
- 1921 — The Whistle
- 1921 — Three Word Brand
- 1921 — White Oak
- 1922 — White Hands
- 1922 — Travelin' On
- 1922 — Caught Bluffing
- 1922 — Skin Deep
- 1922 — The Super-Sex
- 1922 — The Altar Stairs
- 1923 — Scars of Jealousy
- 1923 — The Shock The Shock
- 1923 — Temporary Marriage
- 1923 — The Spoilers The Spoilers
- 1923 — The Lone Star Ranger
- 1923 — Eyes of the Forest
- 1923 — Mile-a-Minute Romeo
- 1924 — Those Who Dance
- 1924 — Barbara Frietchie
- 1924 — Idle Tongues
- 1925 — I Want My Man
- 1925 — The Making of O'Malley
- 1925 — The Knockout
- 1925 — The Unguarded Hour
- 1926 — Her Second Chance
- 1926 — Miss Nobody
- 1926 — 30 Below Zero
- 1927 — The War Horse
- 1927 — Hills of Peril
- 1927 — Chain Lightning
- 1928 — The Branded Sombrero
- 1928 — Fleetwing (film)
- 1930 — Beau Bandit
- 1931 — The Deadline
- 1931 — One Man Law
- 1932 — Бойовий дурень
- 1932 — South of the Rio Grande
- 1932 — Hello Trouble
- 1932 — White Eagle
- 1932 — Forbidden Trail
- 1932 — Sundown Rider
- 1933 — The California Trail
- 1933 — Unknown Valley
- 1933 — Dangerous Crossroads
- 1933 — Police Car 17
- 1933 — Master of Men
- 1933 — Before Midnight
- 1933 — The Fighting Code
- 1934 — Once to Every Woman
- 1934 — Man Trailer
- 1934 — The Most Precious Thing in Life
- 1934 — The Defense Rests
- 1934 — Against the Law
- 1934 — Men of the Night
- 1935 — Behind the Evidence
- 1935 — In Spite of Danger
- 1935 — Men of the Hour
- 1935 — The Awakening of Jim Burke
- 1935 — Superspeed
- 1935 — Guard That Girl
- 1936 — The Invisible Ray
- 1936 — Dangerous Waters
- 1936 — Дочка Дракули
- 1937 — Speed to Spare
- 1937 — Girls Can Play
- 1937 — All American Sweetheart
- 1938 — Women in Prison
- 1938 — My Old Kentucky Home
- 1938 — Extortion
- 1938 — Gang Bullets
- 1939 — Convict's Code
- 1939 — Should a Girl Marry?
- 1939 — Girl from Rio
- 1940 — The Durango Kid
- 1940 — Beyond the Sacramento
- 1940 — The Wildcat of Tucson
- 1941 — The Pinto Kid
- 1941 — The Son of Monte Cristo
- 1941 — North from the Lone Star
- 1941 — Hands Across the Rockies
- 1941 — The Medico of Painted Springs
- 1941 — The Son of Davy Crockett
- 1941 — Thunder over the Prairie
- 1941 — King of Dodge City
- 1941 — Prairie Stranger
- 1941 — Roaring Frontier
- 1941 — The Royal Mounted Patrol
- 1942 — The Devil's Trail
- 1942 — North of the Rockies
- 1942 — Prairie Gunsmoke
- 1942 — Vengeance of the West
- 1943 — Fighting Frontier
- 1943 — Bombardier
- 1943 — Незнайомець з Пекоса
- 1943 — Євангеліє шести пістолетів
- 1943 — Smart Guy
- 1943 — Техаський малий
- 1943 — Batman (serial)
- 1944 — Партнери за обставинами
- 1944 — Законники
- 1944 — Мінливий закон
- 1944 — West of the Rio Grande
- 1944 — Land of the Outlaws
- 1944 — Ghost Guns
- 1945 — Beyond the Pecos
- 1945 — Flame of the West
- 1945 — Незнайомець із Санта-Фе
- 1945 — South of the Rio Grande
- 1945 — Втрачений слід
- 1945 — Конфлікт на Фронтирі
- 1946 — Прикордонні бандити
- 1946 — Under Arizona Skies
- 1946 — The Gentleman from Texas
- 1946 — Silver Range
- 1946 — Trigger Fingers
- 1946 — Shadows on the Range
- 1947 — Raiders of the South
- 1947 — Valley of Fear
- 1947 — Land of the Lawless
- 1947 — The Law Comes to Gunsight
- 1947 — Trailing Danger
- 1947 — The Hat-Box Mystery
- 1947 — The Case of the Baby Sitter
- 1947 — Flashing Guns
- 1947 — Gun Talk
- 1948 — Overland Trails
- 1948 — Song of the Drifter
- 1948 — Oklahoma Blues
- 1948 — Crossed Trails
- 1948 — Partners of the Sunset
- 1948 — Frontier Agent
- 1948 — Range Renegades
- 1948 — The Fighting Ranger
- 1948 — The Sheriff of Medicine Bow
- 1948 — Outlaw Brand
- 1948 — Sundown Riders
- 1949 — Gun Runner
- 1949 — Gun Law Justice
- 1949 — Trails End
- 1949 — Haunted Trails
- 1949 — Riders of the Dusk
- 1949 — Range Land

### Сценарист
Крім того, що Гілльйєр написав сценарії до більшості своїх фільмів, він також брав участь у написанні сценарієв до цих кінофільмів:
- 1917 — They're Off
- 1917 — The Mother Instinct
- 1917 — The Desert Man
- 1917 — The Little Brother
- 1917 — Love or Justice
- 1917 — The Snarl
- 1917 — One Shot Ross
- 1917 — The Silent Man The Silent Man
- 1921 — The Man from Lost River
- 1930 — Hide-Out
- 1933 — Straightaway
- 1933 — State Trooper
- 1935 — Law Beyond the Range
- 1937 — The Shadow
- 1938 — Highway Patrol
- 1939 — Parents on Trial
- 1939 — The Officer and the Lady